# Ardauli
Ardauli (Ardaule in sardo) è un comune italiano di 746 abitanti della provincia di Oristano in Sardegna. Appartiene alla regione denominata Barigadu, nel centro dell'Isola.

## Storia
Le numerose domus de janas indicano la presenza di attività umana nel territorio sin dal Neolitico. Sono presenti anche alcuni nuraghi, risalenti al II millennio a.C.
Nel medioevo appartenne al Giudicato di Arborea e fece parte della curatoria di Parte Barigadu. Alla caduta del giudicato (1420) passò sotto il dominio aragonese, insieme alla vicina Neoneli. Inizialmente fu un feudo regio, amministrato cioè da funzionari reali e non da famiglie di feudatari. Nel 1774, in epoca sabauda, fu incorporato al marchesato di Neoneli, concesso in feudo a Pietro Ripoll. Il feudo rimase ai Ripoll fino al 1837, quando passò ai Sanjust, per il matrimonio di Maria Angela Ripoll e Carlo Enrico Sanjust, barone di Teulada. Venne riscattato ai Sanjust nel 1839 con la soppressione del sistema feudale, quando divenne un comune amministrato da un sindaco e da un consiglio comunale.
L'8 giugno 1976, l'ardaulese Antioco Deiana, carabiniere di scorta del magistrato Francesco Coco, viene ucciso insieme a quest'ultimo e all'altro carabiniere Giovanni Saponara in un attentato delle Brigate Rosse a Genova. Ogni anno nell'anniversario dell'attentato i sindaci dei paesi di provenienza delle vittime (Ardauli, Terralba e Salandra) si incontrano ad Ardauli per tenere viva la memoria dell'attentato.

### Simboli
Lo stemma del Comune di Ardauli è stato concesso con decreto del presidente della Repubblica del 9 gennaio 2004.
(D.P.R. 09.01.2004 concessione di stemma e gonfalone)

## Società

### Evoluzione demografica
Abitanti censiti

### Lingue e dialetti
La variante del sardo parlata a Ardauli è riconducibile alla Limba de mesania.

### Tradizioni e folclore
Il paese festeggia nell'arco dell'anno numerosi santi:
- Sant'Antonio "de su fogu": (Abate) festeggiato nel mese di gennaio nella chiesetta a lui dedicata con l'accensione di un falò e l'offerta da parte degli organizzatori di dolci tipici del posto e vino. Il giorno prima della festa del santo, nel pomeriggio, i bambini escono con dei sacchetti e bussando nelle case chiedono "su panizzeddu", dolce principalmente composto da frutta secca che viene preparato in altri posti anche per la festa dei morti il 2 novembre.
- Sa festa e maju: Cade nella terza settimana di maggio. Si organizza una processione accompagnata da cavalieri, carri trainati da buoi e trattori addobbati con sas tracas (rappresentazione della vita quotidiana). Alla fine della celebrazione religiosa viene effettuata "sa dita de sa cressia e su trigu" (l'asta delle ciliegie e del grano) in offerta al santo. La sera la tradizione voleva che in su chinau de lucura (vicinato di lucura) si svolgesse la corsa degli asinelli e le tradizionali pariglie. Corse spericolate a cui in passato partecipavano i più valorosi e coraggiosi cavalieri.
- San Quirico e Santa Giulitta: festeggiati il 15 luglio e nel mese di agosto (dal 16 al 24 le novene, il 25 la festa) dove si svolge un novenario nella chiesa che dista circa 4 km dal paese. La tradizione vuole che i santi vengano portati a piedi dalla parrocchia sino al novenario in su cammineddu Sardu, una strada di campagna che arriva sino al novenario e riportati in paese alla fine delle cerimonie. per l'intera durata del novenario la molta gente del paese dimorava nei "muristenes" (piccole case vicino alla chiesa), dove la sera ancora oggi si organizzano balli e canti. Di grande importanza è "sa notte e sa chena" (la notte della cena), il 19 agosto, dove le famiglie o gruppi di amici si riuniscono per mangiare insieme i piatti locali. Mentre la sera del 24, chiamata in sardo " sa notte de s'izzadorzu" (poiché si rimaneva svegli per vegliare i santi che sarebbero dovuti rientrare in paese il giorno seguente), viene organizzata la sagra dei prodotti tipici: culurzones de patata cun nebidedda (ravioli con ripieno di patate ed erbette) e s'ortau (un preparato di carne di maiale, formaggio, varie spezie, bollito e poi arrostito).
- Santi Cosma e Damiano: festeggiati il secondo lunedi del mese di settembre nella chiesa a loro dedicata all'interno del paese. Essendo santi medici il martedì si svolge la messa dove partecipano tantissimi infermi. I santi vengono ricoperti da nastrini colorati che vengono benedetti e offerti ai fedeli.
- San Giovanni: festeggiato a giugno, tradizione ormai persa. Era più una tradizione pagana che prevedeva la notte l'accensione di unu fogone (falò) in ogni famiglia od ogni rione. In questa sera si sceglievano sos compares de santu Juanni che sarebbero come gli odierni amici. Si sanciva il patto di amicizia dandosi la mano e saltando il fuoco acceso insieme. La cerimonia si sarebbe dovuta concludere con il bere alcuni decotti di erbe e l'omaggio delle stesse erbe che sarebbero dovute essere conservate con cura.

## Amministrazione
| Periodo        | Periodo        | Primo cittadino        | Partito                                     | Carica  | Note   |
| -------------- | -------------- | ---------------------- | ------------------------------------------- | ------- | ------ |
| 12 giugno 1994 | 24 maggio 1998 | Salvatore Ibba         | Lista eterogenea                            | sindaco | [ 7 ]  |
| 24 maggio 1998 | 27 maggio 2002 | Remigio Innocenzo Mura | liste civiche di centrosinistra             | sindaco | [ 8 ]  |
| 27 maggio 2002 | 28 maggio 2007 | Claudio Bruno Zago     | lista civica                                | sindaco | [ 9 ]  |
| 28 maggio 2007 | 11 giugno 2012 | Roberto Putzolu        | lista civica                                | sindaco | [ 10 ] |
| 11 giugno 2012 | 11 giugno 2017 | Roberto Putzolu        | lista civica "Proseguire per Ardauli"       | sindaco | [ 11 ] |
| 11 giugno 2017 | 12 giugno 2022 | Massimo Ibba           | lista civica "Per Ardauli"                  | sindaco | [ 12 ] |
| 12 giugno 2022 | in carica      | Costantina Fadda       | lista civica "Comunità Insieme per Ardauli" | sindaco | [ 13 ] |

### Gemellaggi
Ardauli è gemellato con:
- Salandra, dal 2021
- Terralba, dal 2021